# 沈清藻
沈清藻（?—?），字鲁泉，浙江仁和人。清朝政治人物、探花及第。
乾隆三十六年（1771年），乡试中举第一名（解元）。乾隆四十年（1775年），乙未科登进士一甲第三名，授翰林院编修，不久與狀元吳錫齡均病逝。